# Liste der denkmalgeschützten Objekte in Mötz
Die Liste der denkmalgeschützten Objekte in Mötz enthält die 13 denkmalgeschützten, unbeweglichen Objekte der Tiroler Gemeinde Mötz.

## Denkmäler
| Foto |                 | Denkmal                                                                                                   | Standort                                | Beschreibung | Metadaten |
| ---- | --------------- | --- | --------------------------------------- | --- | --- |
| ja   | Datei hochladen | Kriegerdenkmal HERIS-ID: 17157 Objekt-ID: 13431 TKK: 19647                                                | bei Flößerweg 1 Standort KG: Mötz       | Das von einer Mauer umgebene Kriegerdenkmal wurde 1915 nach Plänen von Johann Hörmann errichtet. Der Bau über fünfeckigem Grundriss mit einer Ecksäule und zwei Rundbogenöffnungen beherbergt im Inneren ein qualitätvolles Kruzifix aus dem 18. Jahrhundert, Gedenktafeln für die Opfer beider Weltkriege sowie ein Deckenfresko mit dem Tiroler Adler. | BDA-Hist.: Q37834910 Status: § 2a Stand der BDA-Liste: 2025-06-30 Name: Kriegerdenkmal GstNr.: 10013 |
| ja   | Datei hochladen | Pfarrhaus Mötz HERIS-ID: 61985 Objekt-ID: 74482 TKK: 19673                                                | Kirchplatz 1 Standort KG: Mötz          | Das Pfarrhaus nördlich der Kirche stammt im Kern aus dem 18. Jahrhundert und wurde Ende des 19. Jahrhunderts um einem Zubau im Norden erweitert. Der zweigeschoßige Mauerbau mit Satteldach und regelmäßiger Fassadengliederung ist traufseitig von Westen über einen Mittelflur erschlossen. An der südlichen Giebelfassade befinden sich eine gemalte Sonnenuhr und zwei querovale Oculi. Der Keller weist ein Tonnengewölbe auf. | BDA-Hist.: Q38098290 Status: Bescheid Stand der BDA-Liste: 2025-06-30 Name: Pfarrhaus Mötz GstNr.: 5733 |
| ja   | Datei hochladen | Kath. Pfarrkirche Unsere Liebe Frau Maria Schnee und Friedhof HERIS-ID: 17156 Objekt-ID: 13430 TKK: 19832 | Kirchplatz 2 Standort KG: Mötz          | Die vom Friedhof umgebene barocke Kirche wurde 1710 erbaut und 1713 geweiht. Der Chor mit 5/8-Schluss und das Langhaus sind gleich breit, der Nordturm weist große Schallöffnungen und einen Dachansatz mit Laterne auf. An der Westfassade befindet sich ein geschwungener Volutengiebel mit Blattstuck. Das Rundbogenportal befindet sich unter einem gemauerten Vordach auf profilierten Konsolen. Die Fassadenmalerei an der Eingangsfassade aus dem 18. Jahrhundert zeigt die Verkündigung sowie die hll. Martin, Rochus und Sebastian. Im Inneren wird der Saalbau von einer Tonne mit Stichkappen überwölbt. Das Gewölbe und der Triumphbogen sind mit Stuckdekor versehen. | BDA-Hist.: Q23541830 Status: § 2a Stand der BDA-Liste: 2025-06-30 Name: Kath. Pfarrkirche Unsere Liebe Frau Maria Schnee und Friedhof GstNr.: .400, 10054                                                     |
| ja   | Datei hochladen | Figurenbildstock hl. Johannes Nepomuk an der Innbrücke HERIS-ID: 97422 Objekt-ID: 113227 TKK: 19650       | Lente 39, in der Nähe Standort KG: Mötz | Der Bildstock an der Innbrücke besteht aus einer hölzernen, offenen Nische mit Satteldach und einer barocken Holzskulptur des hl. Johannes Nepomuk aus der Mitte des 18. Jahrhunderts. | BDA-Hist.: Q37769911 Status: § 2a Stand der BDA-Liste: 2025-06-30 Name: Figurenbildstock hl. Johannes Nepomuk an der Innbrücke GstNr.: 9961                                                                   |
| ja   | Datei hochladen | Sog. Ursprungskapelle Locherboden HERIS-ID: 88247 Objekt-ID: 102786 TKK: 19834                            | Locherboden 1 Standort KG: Mötz         | Die Kapelle unterhalb der Wallfahrtskirche steht vor der Grotte, die ursprünglich das Ziel der Wallfahrt zum Locherboden war. Sie wurde 1881 errichtet und 1903 neu gebaut. Der Mauerbau mit Satteldach auf vier romanisierenden Pfeilern bildet den Eingang zur Grotte. Das Innere der Kapelle ist vollständig mit Holz vertäfelt. | BDA-Hist.: Q37724563 Status: § 2a Stand der BDA-Liste: 2025-06-30 Name: Sog. Ursprungskapelle Locherboden GstNr.: 4356/2 Maria Locherboden, Ursprungskapelle                                                  |
| ja   | Datei hochladen | Kreuzweg von Mötz zur Wallfahrtskirche Locherboden HERIS-ID: 88248 Objekt-ID: 102787 TKK: 19649           | Locherboden 1 Standort KG: Mötz         | Anmerkung: Standortangabe bezieht sich auf talseitigen Kreuzwegbeginn. Das Bild bezieht sich auf die 12. Station des Kreuzweges. | BDA-Hist.: Q37724592 Status: § 2a Stand der BDA-Liste: 2025-06-30 Name: Kreuzweg von Mötz zur Wallfahrtskirche Locherboden GstNr.: 4356/2, 5635, 4352, 4351, 4348, 4345, 4346, 4347, 5644/1, 5643, 5642, 5641 |
| ja   | Datei hochladen | Wallfahrtskirche Maria Hilf am Locherboden und Kirchhof HERIS-ID: 17155 Objekt-ID: 13429 TKK: 19833       | Locherboden 1 Standort KG: Mötz         | Die neugotische Wallfahrtskirche wurde ab 1897 erbaut und 1901 geweiht. Der Südturm mit spitzbogigen Schallöffnungen, Treppengiebeln und Spitzhelm ist der Hauptfassade vorgestellt. Chor und Langhaus sind mit Strebepfeilern versehen. Der dreijochige Innenraum ist mit einem Kreuzrippengewölbe versehen, der Altarraum wird von einem spitzbogigen Triumphbogen abgetrennt. Wände und Gewölbe wurden 1915/16 von Toni Kirchmayr mit Bildfeldern und Ornamenten geschmückt. | BDA-Hist.: Q23541955 Status: § 2a Stand der BDA-Liste: 2025-06-30 Name: Wallfahrtskirche Maria Hilf am Locherboden und Kirchhof GstNr.: .523 Maria Locherboden                                                |
| ja   | Datei hochladen | Wallfahrtskiosk am Locherboden HERIS-ID: 88253 Objekt-ID: 102795 TKK: 19657                               | bei Locherboden 1 Standort KG: Mötz     | Die Devotionalienhandlung unterhalb der Wallfahrtskirche wurde um 1900 errichtet. Der gemauerte Bau weist dreieckige Giebelaufsätze, ein Satteldach und über Eck stehende Pfeiler an den Gebäudekanten auf. | BDA-Hist.: Q37724634 Status: § 2a Stand der BDA-Liste: 2025-06-30 Name: Wallfahrtskiosk am Locherboden GstNr.: .524 Wallfahrtskiosk Locherboden                                                               |
| BW   | Datei hochladen | Lex-Kapelle HERIS-ID: 17160 Objekt-ID: 13434 TKK: 19645                                                   | Winkl 10 Standort KG: Mötz              | Der gemauerte Nischenbildstock mit steilem Satteldach stammt aus der zweiten Hälfte des 19. Jahrhunderts. Der Rundbogen ist mit Stuckauflagen, Engelskopf und Sternenmotiv geschmückt. In der Öffnung befindet sich ein Kruzifix. | BDA-Hist.: Q37834952 Status: § 2a Stand der BDA-Liste: 2025-06-30 Name: Lex-Kapelle GstNr.: 9791/5 |
| ja   | Datei hochladen | Kapelle am Birgele HERIS-ID: 17158 Objekt-ID: 13432 TKK: 19641                                            | Standort KG: Mötz                       | Die Kreuzkapelle am Birgele wurde 1799 als Votivkapelle für die glückliche Heimkehr vieler Mötzer aus dem Franzosenkrieg gestiftet. Die gemauerte Kapelle mit eingezogenem Chor hat am steilen, schindelgedeckten Satteldach einen Glockenturm mit Zwiebelhaube. An der südlichen Giebelfassade befindet sich eine Rundbogentür mit darüberliegendem Oculus und seitlichen Fensteröffnungen. Das stichkappengewölbte Innere beherbergt eine Kreuzigungsgruppe. Ein Fresko über der Eingangstür zeigt den Kriegszug der Tiroler Bauern und eine Inschriftenkartusche mit Bezug zum Bau der Kapelle.                                                                                 | BDA-Hist.: Q37834923 Status: § 2a Stand der BDA-Liste: 2025-06-30 Name: Kapelle am Birgele GstNr.: .508 Kapelle am Birgele                                                                                    |
| ja   | Datei hochladen | Nachtwallfahrtskapelle HERIS-ID: 88286 Objekt-ID: 102837 TKK: 19835                                       | Standort KG: Mötz                       | Die Nachtwallfahrtskapelle südöstlich der Wallfahrtskirche wurde um 1996 nach einem Entwurf von Gerold Wiederin errichtet. Der offene, schlichte Bau auf vier Stützen wird von einer in Kreuzform unterteilten Betondecke überspannt. Altar und Ambo sind ebenfalls aus Beton gestaltet. In die Betonrückwand ist mittig eine Glasarbeit aus groben, bunten Glasbrocken von Helmut Federle eingelegt. | BDA-Hist.: Q23541745 Status: § 2a Stand der BDA-Liste: 2025-06-30 Name: Nachtwallfahrtskapelle GstNr.: 4356/3                                                                                                 |
| BW   | Datei hochladen | Mariahilfbildstock HERIS-ID: 101376 Objekt-ID: 117703 TKK: 19643                                          | Standort KG: Mötz                       | Der gemauerte Nischenbildstock mit Pfeilervorbau unter steilem, brettergedecktem Satteldach wurde nach 1856 errichtet. Anmerkung: Standortangabe eventuell näherungsweise. | BDA-Hist.: Q37787676 Status: § 2a Stand der BDA-Liste: 2025-06-30 Name: Mariahilfbildstock GstNr.: 9620/2 |
| ja   | Datei hochladen | Doppelbildstock am Jöchele HERIS-ID: 17161 Objekt-ID: 13435 TKK: 16635                                    | Standort KG: Mötz                       | Der doppelgeschoßige gemauerte Nischenbildstock mit Satteldach wurde inschriftlich 1729 errichtet. Er weist an der Giebelseite zwei Rundbogennischen auf. In der unteren Nische befindet sich ein barocker Christus an der Geißelsäule, in der oberen Nische eine Ecce-Homo-Figur aus dem 18. Jahrhundert. | BDA-Hist.: Q37834969 Status: Bescheid Stand der BDA-Liste: 2025-06-30 Name: Doppelbildstock am Jöchele GstNr.: 9774                                                                                           |